# Xi1 Sagittarii
Título a ser usado para criar uma ligação interna é Xi1 Sagittarii.
Xi1 Sagittarii (36 Sagittarii) é uma estrela na direção da constelação de Sagittarius. Possui uma ascensão reta de 18h 57m 20.48s e uma declinação de −20° 39′ 22.8″. Sua magnitude aparente é igual a 5.02. Considerando sua distância de 5015 anos-luz em relação à Terra, sua magnitude absoluta é igual a −5.92. Pertence à classe espectral B9.5Ib.